# 圣让德布瓦索
圣让德布瓦索（法語：Saint-Jean-de-Boisseau，法語發音：[sɛ̃ ʒɑ̃ də bwaso] ⓘ）是法国大西洋卢瓦尔省的一个市镇，位于该省中部，属于南特区和南特都会区，其市镇面积为11.4平方公里，2022年1月1日时人口数量为6,024人。
圣让德布瓦索是南特都会区的组成部分，位于南特市区西南部大约11公里处。

## 行政
圣让德布瓦索的邮政编码为44640，INSEE市镇编码为44166。

## 地理

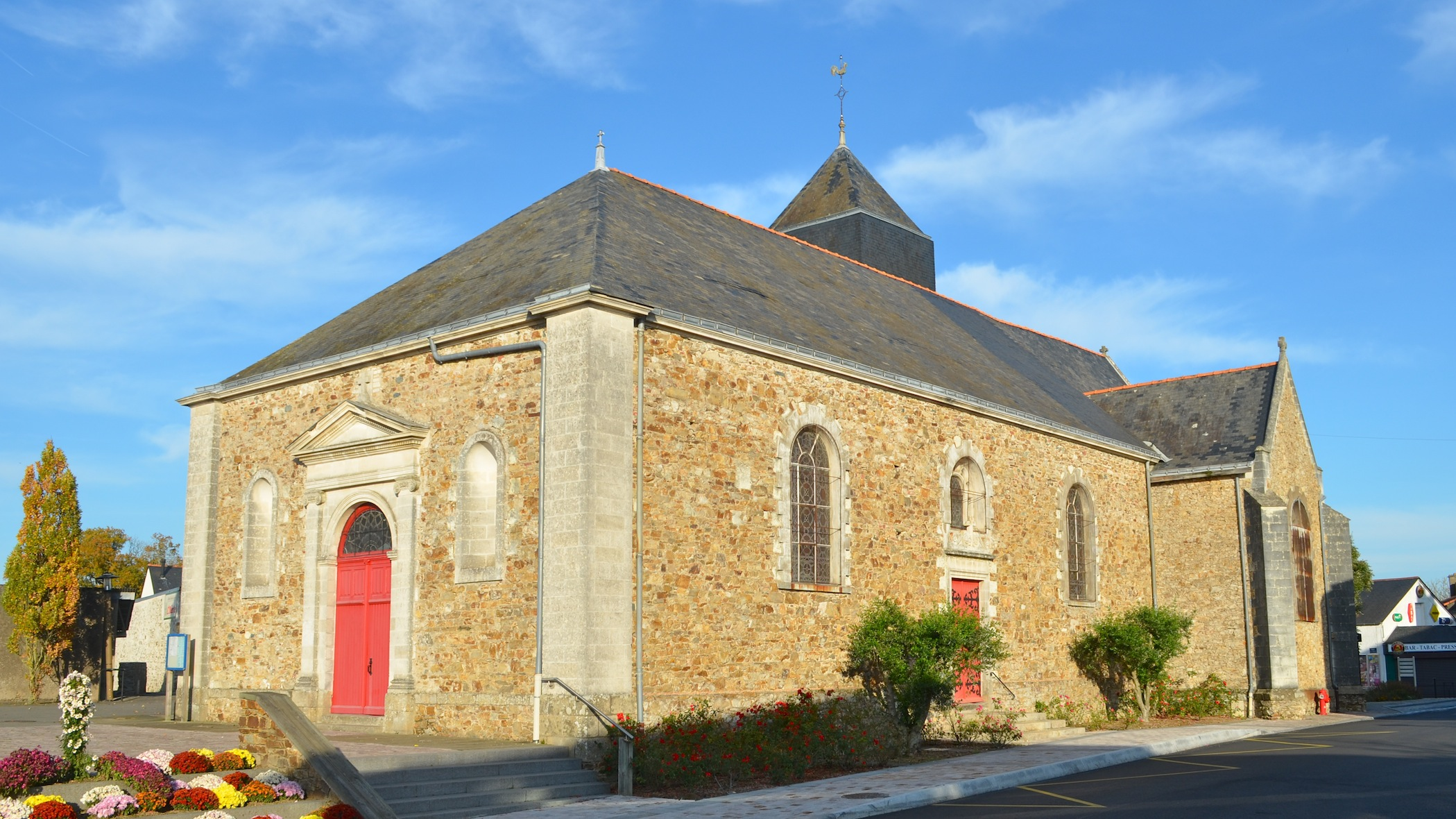
圣让德布瓦索教堂

圣让德布瓦索（47°11'39"N, 1°43'29"W）位于法国西北部，卢瓦尔河地区大区西部和大西洋卢瓦尔省中部。
与圣让德布瓦索接壤的市镇包括：布兰、库埃龙、安德尔、拉蒙塔涅、勒佩勒兰。
圣让德布瓦索位于卢瓦尔河干流左岸，沿岸部分有滩涂分布。境内地势平坦，海拔在0至34米之间。
按照柯本气候分类法，圣让德布瓦索属于较为典型的温带海洋性气候，全年温差较小，降水分布均匀。

## 历史
圣让德布瓦索历史上长期为普通村落，法国大革命后成为市镇，1877年6月2日，圣让德布瓦索东部的拉蒙塔涅街区单独划出成为一个独立的市镇。二战后，圣让德布瓦索逐渐形成居民区。

## 交通
大西洋卢瓦尔省省道D11线、D58线、D723线等在此交汇。南特公交E8路和78路经过圣让德布瓦索境内。

## 人口
| 年份   | 1936  | 1946  | 1954  | 1962  | 1968  | 1975  | 1982  | 1990  | 1999  | 2006  | 2007  | 2008  | 2013  | 2017  |
| ------ | ----- | ----- | ----- | ----- | ----- | ----- | ----- | ----- | ----- | ----- | ----- | ----- | ----- | ----- |
| 人口數 | 1,851 | 2,030 | 2,215 | 2,487 | 2,615 | 3,102 | 3,627 | 4,120 | 4,563 | 4,698 | 4,716 | 4,734 | 5,449 | 5,827 |

## 友好城市
- 德国 代德斯海姆